# Anatole Albert Nebout
Anatole Albert Nebout, conocido como Albert Nebout, (Auffay, 28 de septiembre de 1862 - Eaubonne, 23 de septiembre de 1939) fue un administrador colonial y explorador francés.  

## Biografía
Sus primeros viajes por África los realizó en Senegal entre 1882 y 1890. Nebout ingresó en la Infantería Colonial y participó en las expediciones militares en Futa Toro. Una vez desmovilizado, trabajó como jefe de estación en la Compañía de Ferrocarriles Dakar-Saint-Louis.
Participó en las misiones comandadas por Crampel y Dybowski, entre 1890 y 1892, en el Alto Oubangui (actual República Centroafricana). En 1893, participó en la Misión Mizon, en la actual Nigeria, que tenía como objetivo crear un protectorado y frustrar así los intereses británicos en la región.
Promovido a administrador de Costa de Marfil, permaneció en este país desde 1893 a 1911. Representó a Costa de Marfil en el primer Consejo del África Occidental Francesa, celebrado en 1902 en Saint-Louis.
Nebout conoció a una joven baoulé, Ago Koroko (1880–1921), prima de Houphouët-Boigny, con la que se casó en 1913 y con quien tuvo seis hijos, a quienes él reconoció. Esto arruinó su carrera en la administración colonial francesa y pasó a ser consultor de misiones comerciales en África.
Escribió varios libros sobre sus experiencias africanas, como La journée d’une jeune femme Baoulé en 1890.